# Giovanni Maria Accame
Giovanni Maria Accame (Bologna, 27 agosto 1941 – 22 dicembre 2011) è stato un critico d'arte, storico dell'arte e docente italiano. Ha insegnato storia dell'arte contemporanea all'Accademia di Brera di Milano.

## Libri, monografie e cataloghi monografici
È autore di monografie e cataloghi monografici su artisti quali: Emilio Scanavino, Giò Pomodoro, Pietro Consagra, Giuseppe Uncini, Lucio Saffaro e Grazia Varisco; ha inoltre curato libri e cataloghi d'arte di taglio storico e tematico. Ha scritto saggi sulle avanguardie storiche e sulle tendenze contemporanee apparsi in volumi con altri autori e sulle riviste specializzate.
- Scanavino. Disegni e scritti inediti, Lubrina Ed., Bergamo, 1990.
- Giuseppe Uncini. Le origini del fare, Lubrina Ed., Bergamo, 1990.
- Rodolfo Aricò : l'inquietudine della ragione, Milano, Electa, 1990. ISBN 88-435-3324-X
- Claudio Verna. Natura della pittura, Lubrina Ed., Bergamo, 1991.
- Carmengloria Morales. Presenza e totalità, Lubrina Ed., Bergamo, 1991.
- Pino Pinelli. Continuità e disseminazione, Lubrina Ed., Bergamo, 1991.
- Claudio Olivieri. Il corpo dell'idea (con F. Gualdoni), Lubrina Ed., Bergamo, 1991.
- Gianfranco Pardi: 1960/90, Milano, Fratelli Fabbri Editori, 1991.
- Carlo Lorenzetti. Tra le pieghe dell'aria (con F. D'Amico), Lubrina Ed., Bergamo, 1992.
- Igino Legnaghi. La forma come progetto e come esperienza, Lubrina Ed., Bergamo, 1992.
- Valentino Vago. L'esperienza della luce, Lubrina Ed., Bergamo, 1993.
- Uncini, Novara, De Agostini, 1996.
- Ciussi, Milano, Charta, 1997.
- Giò Pomodoro: opere disegnate 1953-2000, Maredarte, 2001.
- Grazia Varisco: 1958-2000, Maredarte, 2001.
- Figure astratte. Esperienze internazionali della pittura aniconica, Roma, Campisano, 2001.
- Scanavino: la scultura 1952-1980, con Giorgina Graglia Scanavino, Bologna, Edizioni Aspasia, 2004, ISBN 88-89592-00-1.
- Saffaro. Le forme del pensiero Bologna, Edizioni Aspasia, 2004.
- Paolo Iacchetti. Opere 1982-2003, Bergamo, Edizioni Galleria Fumagalli, 2004.
- Parola d'artista, con Gisella Vismara, Milano, Edizioni Charta, 2007, ISBN 978-88-8158-655-4.
- La forma plurale opere e artisti in italia 1947-2000, Milano, Edizioni Charta, 2010, ISBN 978-88-8158-775-9.
- Sergio Romiti. L'equilibrio minacciato. Taccuini e fogli sparsi 1965-1982, Milano, Libri Scheiwiller, 2011, ISBN 978-88-7644-665-8, (curatela G. Vismara).

### Curatele
- Avanguardia e cultura popolare, con Carlo Guenzi, Bologna, Grafis industrie grafiche, 1975.
- Conoscenza e coscienza della città : una politica per il centro storico di Bologna, Galleria d'arte moderna di Bologna, Grafis industrie grafiche 1975.
- Pittura, museo, città, una situazione a Bologna , Bologna, Galleria d'arte moderna di Bologna, Grafis industrie grafiche, 1975.
- Saffaro: la descrizione del tempo, Milano, Mazzotta Editore, 1986, ISBN 88-202-0715-X.
- Gianfranco Pardi: la forma e il frammento, Milano, Mazzotta Editore, 1986 ISBN 88-202-0668-4.
- Giuseppe Uncini: le origini del fare, Bergamo, P. Lubrina, 1990, ISBN 88-7766-118-6.
- Pino Pinelli: continuità e disseminazione, Bergamo, P. Lubrina, 1991, ISBN 88-7766-136-4.
- Emilio Scanavino: La coscienza di esistere, Bologna, Grafis industrie grafiche, 1994, ISBN 88-8081-003-0.
- La città di Brera; Due secoli di scultura, Milano, Fratelli Fabbri Editori, 1995.
- Pietro Consagra: scultura e architettura con Gabriella Di Milia, Milano, Mazzotta, 1996, ISBN 88-202-1166-1.
- Le figure mancanti, Bologna, Edizioni Aspasia, 2003.

### Articoli
- Avanguardia e rivoluzione, URSS 1917, Bologna, il Mulino, n.217, 1971.

### Saggi in volumi collettanei
- Merz e Fibonacci, Proliferazioni vitali tra matematica e arte contemporanea, in Michele Emmer (a cura di), Atti del congresso Matematica e cultura 2006, Springer, 2007.